# 657 v.Chr.
Het jaar 657 v.Chr. is een jaartal volgens de christelijke jaartelling.

## Gebeurtenissen

### Egypte
- Psammetichus I weet andere vorsten in de Nijl-delta te overtuigen hem als farao te erkennen.
- De steun van Samtutefnakht van Herakleopolis als bondgenoot is doorslaggevend.

### Griekenland
- Cypselus wordt de eerste tiran van Korinthe, de oligarchie van de Bakchiaden wordt omvergeworpen.
- Byzas sticht de stad Byzantion. (traditionele datum)